# Etienne Colman
Etienne Colman (Temse, 1950) is een Vlaams dichter. Hij is mede bekend om zijn poëzie in de publieke ruimte.

## Biografie
Colman is geboren in Temse en opgegroeid in de wijk Driegoten te Hamme. De boorden en uiterwaarden van de Schelde en de Durme vormden het speelterrein in zijn jeugd, en later het decor in veel van zijn gedichten.

### Poëzie in het straatbeeld
Colman kreeg een reputatie voor het maken van poëzie in de publieke ruimte. Enkele van zijn werken maken onderdeel van kunstgeoriënteerde tochten. Zo ontstond uit het concept Omnium memoria een poëzieroute in Hamme als verheerlijking van het Schelde- en Durmeland, met daarin vier gedichten van zijn hand.
Opwindend de gestalte in de spiegel en opwindend zou het. Al kan een nieuw begin soms wringen.

Een gedicht van Colman bevindt zich op de kade van de Dender in de binnenstand van Dendermonde. Deze maakt ook deel uit van Plankenkoorts, een sociaal-artistiek project waarin kwetsbare jongeren zich op hun artistieke gaven oriënteren middels een fietstocht door het landschap van Dendermonde en Hamme. Op de gevel van de kapel Onze-Lieve-Vrouw ter Nood in Hamme, de omgeving waar hij zijn jeugd doorbracht, is van zijn hand zijn jeugdbevindingen te lezen. Deze tekst maakt deel uit van een verkennende wandeling dat door het natuurgebied van De Bunt en Driegoten leidt.

### Docentschap
Colman is voormalig leerkracht Nederlands en Engels. Hij gaf enige tijd Engelse les in Laos. Hij raakte verknocht aan dat land en zou er meerdere keren terugkomen. Hieruit volgde de bundel Laos in spreidstand (2017).
Zijn jarenlange ervaring als leraar Nederlands en Engels kwam hem in 2022 goed van pas in het sociaal-artistiek project Plankenkoorts, waar hij mentor was voor kinderen die kozen voor poëzie en proza, die hij inspireerde met wandelingen langs de dijken van Durme en Schelde en bezoeken aan ateliers en exposities.
In 2023 werd Colman door Literatuur Vlaanderen geselecteerd voor auteursresidentie op Campus De Reynaert Tielt, met het doel workshops creatief schrijven te geven in het Vlaams middelbare onderwijs.

## Werken

### Toneel
- Toneelstuk Druipstenen (1970), gecreëerd door RAT in regie van Eric De Corte

### Dichtbundels
Black out 

Toen om het achterland

van dit geheugen zacht

de witte schrikdraad van

het niet meer weten spande,

tijd een luchtbel leek

die openbrak, verdween

in het vacuüm van vroeger

tijdsbesef voorgoed.

Ontroering nodig om

nog beter te bewaren

maakte dat elk jaar

het zeer van weg te zijn

verzachtte. Pijn voorbij

lieten de haken los.

- Dichtbundel Als een schuwe spieder (1989), Uitgeverij Dilbeekse Cahiers
- Dichtbundel Lijfbestand (1997), Uitgeverij Kappa
- Dichtbundel Façades (2013), Uitgeverij C. de Vries-Brouwers
- Dichtbundel Loopgraf (2014), Uitgeverij C. de Vries-Brouwers[7][8]
- Dichtbundel Laos in spreidstand (2017), Uitgeverij C. de Vries-Brouwers
- Dichtbundel Blijf van mij (2020), Uitgeverij C. de Vries-Brouwers[9]
- Dichtbundel Zonde van het leven (2023), Uitgeverij C. de Vries-Brouwers

### Werken in verzamelbundels
- 100 dichters Yang (1972)
- Honderd nieuwe dichters van de dichtersgroep 'Dimensie' (1976)
- Uit de bloem gelezen, Kofschip Kring (1978)
- Geheime Gedichten, Stichting Literaire Workshop (1989)
- Keerbergen en de poëzie in 1989 (1989)
- Roodwoordje en de broze wolf, Poemtata Poëziewedstrijd (2017)

## Prijzen
- 1998: Culturele Centrale Waasland 4de Poëzieprijs[bron?]
- 2014: Culturele Centrale Boontje 20ste Poëzieprijs, tweede prijs[10]
- 2018: Culturele Centrale Boontje 24ste Poëzieprijs, tweede prijs[11]
- 2021: Poëziepad van A tot Z, tweede prijs[11][12]